# Mangelia christina
Mangelia christina är en snäckart som beskrevs av Dall 1927. Mangelia christina ingår i släktet Mangelia och familjen kägelsnäckor. Inga underarter finns listade i Catalogue of Life.